# 側出蘚
側出蘚（学名：Pleurochaete squarrosa）为叢蘚科側出蘚屬下的一个种。